# ۵۶۷ (خورشیدی)
۵۶۷ پانصد و شصت و هفتمین سال هجری خورشیدی است.